# 瑞恩·库格勒
瑞安·凱爾·庫格勒（英語：Ryan Kyle Coogler，1986年5月23日—），非裔美国男导演和编剧。2013年他首部执导的电影《公義終站》获得圣丹斯影展评审团大奖和坎城影展一種注目獎。其他也大获好评的作品如拳击电影《奎迪》（2015年）和《黑豹》（2018年）。

## 生平
瑞恩·库格勒的父母都毕业于加州州立大学东湾分校。青少年时期他热爱足球也擅长写作。他在南加州大学电影艺术学院入读时期拍过一些短片。
2022年1月，佩戴着墨镜、口罩的库格勒在亚特兰大的一家美国银行取款1.2万美元现金时，因其递给当值黑人柜员的纸条上标注有“请在其他地方点钞，我想谨慎些”等字样，被柜员误认为是银行劫匪后报警，导致库格勒被警方拘留并佩戴手铐接受调查，事后库格勒与银行和解。

## 作品列表

### 电影
- 2013：《公義終站》（Fruitvale Station，导演、编剧）
- 2015：《奎迪》（Creed，导演、联合编剧）
- 2018：《黑豹》（Black Panther，导演）
- 2018：《奎迪2》（Creed II，執行製片人、角色）
- 2021：《猶大與黑色彌賽亞》（Judas and the Black Messiah，監製）
- 2022：《黑豹2：瓦干達萬歲》（Black Panther: Wakanda Forever，導演）
- 2025：《罪人》（Sinners，導演、編劇、監製）

### 短片
- 2009：《Locks》
- 2011：《Fig》
- 2011：《Gap》
- 2011：《The Sculptor》